# Maksim Pichugin (cầu thủ bóng đá, sinh 1998)
Maksim Olegovich Pichugin (tiếng Nga: Максим Олегович Пичугин; sinh ngày 5 tháng 11 năm 1998) là một cầu thủ bóng đá người Nga. Anh thi đấu cho F.K. Khimki.

## Sự nghiệp câu lạc bộ
Anh có màn ra mắt tại Giải bóng đá Quốc gia Nga cho F.K. Khimki vào ngày 17 tháng 5 năm 2017 trong trận đấu với F.K. Sokol Saratov.